# 黑德珀
黑德珀是德国下萨克森州的一个市镇。总面积15.66平方公里，总人口540人，其中男性274人，女性266人（2011年12月31日），人口密度34人/平方公里。